# Postbrücke (Friedland)
Postbrücke ist ein Wohnplatz auf der Gemarkung von Karras, einem Ortsteil der Stadt Friedland im Landkreis Oder-Spree (Brandenburg). Das frühere Gasthaus ist in die Liste der Baudenkmale in Friedland (Niederlausitz) eingetragen.

## Lage
Der Wohnplatz Postbrücke liegt knapp 2 km südsüdwestlich vom Ortskern von Karras und etwa 5 km südsüdöstlich vom Altstadtkern von Friedland entfernt. Er liegt heute direkt an der B 168, die hier die Samgase (oder das Möllener Mühlenfließ) überquert. Der heutige Straßenverlauf der B 168 und die Überquerung der Samgase ist allerdings einem neueren Ausbau geschuldet. Die ursprüngliche Poststraße machte hier einen Knick und überquerte die Samgase nahezu rechtwinklig. Der Wohnplatz Postbrücke liegt auf 55 m ü. NHN.

## Geschichte

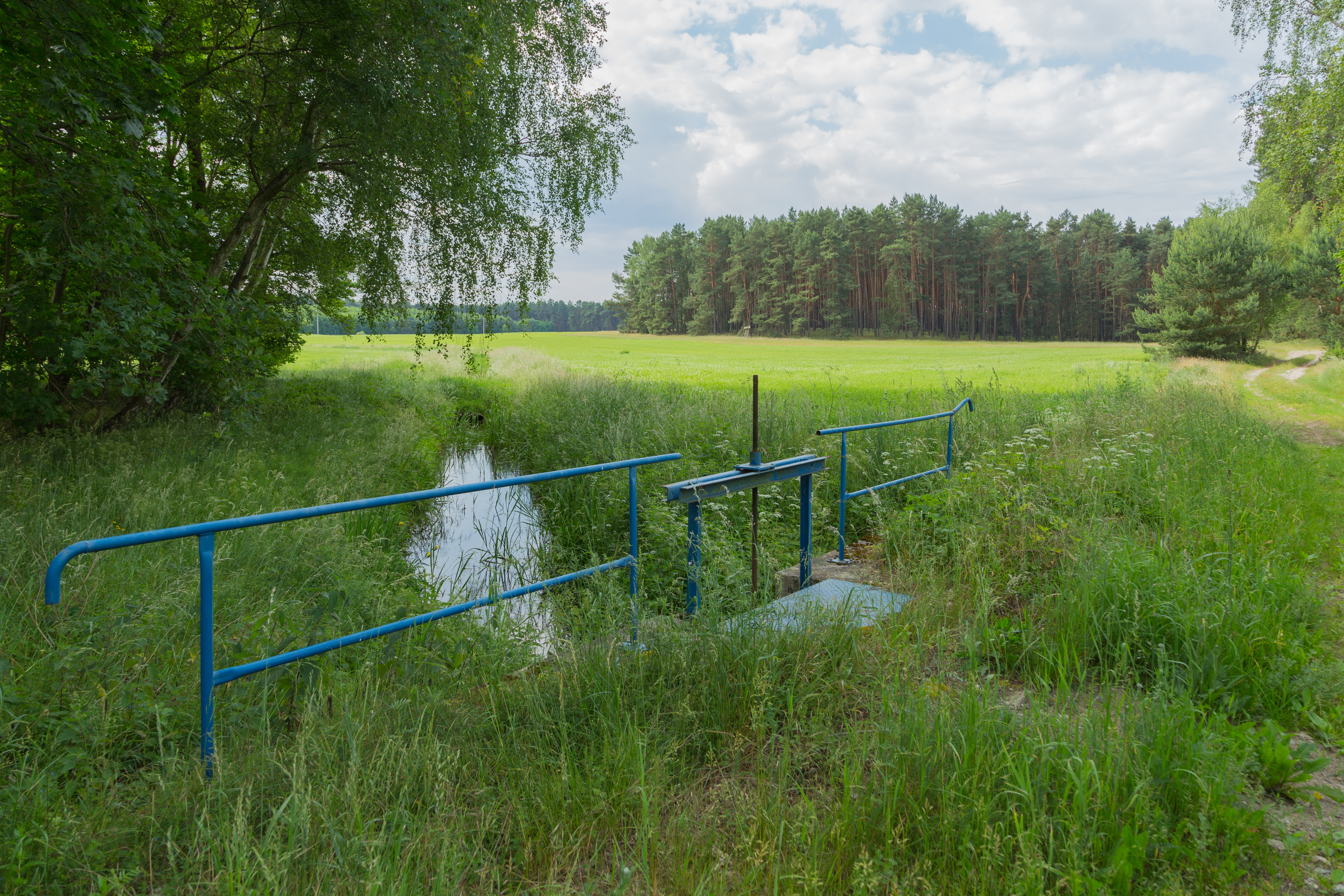
Die Postbrücke über die Samgase

Der Name des Wohnplatzes Postbrücke ist fast selbsterklärend. Die Poststraße Lieberose-Friedland überquerte hier die Samgase auf einer Brücke. Nach der Denkmalliste war Postbrücke ein Gasthaus und eine Zollstation an der Grenze des Ordensamtes Friedland und der Standesherrschaft Lieberose.
Schon das Schmettausche Kartenwerk von 1767/87 verzeichnet die Postbrücke über die Samgase. 1765 war die Postbrücke bei Karras repariert worden. Unklar ist, ob hier zu dieser Zeit schon ein Haus stand. Auf dem Schmettau-Karte ist dies nicht zu erkennen. Das Urmesstischblatt Bl. 3951 Trebatsch von 1846 verzeichnet hier kein Haus. In den Topographisch-statistische(n) Uebersicht(en) des Regierungs-Bezirks Frankfurt a. d. O. von 1820 und 1844 ist der Wohnplatz nicht aufgeführt. Auch im Topographisch-statistischen Handbuch des Regierungs-Bezirks Frankfurt a. O. von 1867 (Stand 1864) fehlt der Wohnplatz ebenfalls. Auch Riehl und Scheu kennen den Wohnplatz (noch) nicht.
Erst das Werk Die Gemeinden und Gutsbezirke des Preussischen Staates und ihre Bevölkerung von 1871 führt den Wohnplatz Postbrücke mit einem Wohnhaus und 10 Bewohnern auf. Auch das Alphabetische Ortsverzeichniss des Deutschen Reiches von 1881 listet den Wohnplatz. Es ist zu vermuten, dass der Wohnplatz, entgegen der Denkmalliste, die leider keine Quellen angibt, erst in den 1860er Jahren erbaut wurde. Hier sind weitere Untersuchungen auch zur neueren Geschichte abzuwarten.